# Héctor Silva (calciatore)
Carlos Héctor Silva (Montevideo, 1º febbraio 1940 – Montevideo, 30 agosto 2015) è stato un calciatore uruguaiano, di ruolo attaccante.

## Carriera
Iniziò la carriera da calciatore nelle giovanili di una formazione oggi scomparsa di Montevideo, il Canillitas; nel 1958 fu selezionato per l'Uruguay giovanile, con cui vinse il torneo sudamericano di categoria. Subito dopo tale campionato fu acquistato dal Danubio; nel 1961 esordì in nazionale uruguaiana e l'anno successivo disputò la Coppa Rimet in Cile.
Messosi in luce in tale competizione, decise di trasferirsi al Peñarol, con il quale disputò la prima partita contro la Roma. Con tale club si aggiudicò i campionati nazionali del 1964 e 1965, poi nel 1966 si laureò campione sudamericano vincendo la Coppa Libertadores e a seguire campione del mondo battendo nel doppio incontro di Coppa Intercontinentale il Real Madrid per 4-0 (doppio 2-0). Prese anche parte alla Coppa Rimet 1966 in Inghilterra.
Vinse ancora due titoli di campione uruguaiano nel 1967 e 1968 e nel 1970 si trasferì in Brasile al Palmeiras, in cui rimase fino al 1972 con 80 incontri e 16 gol in tutte le competizioni e la vittoria sia nel campionato brasiliano che in quello paulista del 1972, nonché la nomina a miglior giocatore del campionato statale 1970; alla fine di tale esperienza trascorse dieci mesi al Portuguesa per poi tornare in Uruguay al Danubio. Dopo un altro anno al Danubio decise di porre termine all'attività agonistica.

## Palmarès

### Club

#### Competizioni nazionali
- Campionato uruguaiano: 4

Peñarol: 1964, 1965, 1967, 1968
- Campionato brasiliano: 1

Palmeiras: 1972
- Campionato paulista: 1

Palmeiras: 1972

### Nazionale
- Campionato sudamericano Under-19: 1

Cile 1958

### Competizioni internazionali
- Coppa Libertadores: 1 
Peñarol: 1966
- Coppa Intercontinentale: 1 
Peñarol: 1966